# 교향곡 3번 (베토벤)
《교향곡 제3번 내림마장조, 작품 번호 55》은 루트비히 판 베토벤의 세 번째 교향곡이다. 흔히 《영웅》 혹은 《영웅 교향곡》(이탈리아어: Sinfonia Eroica; 독일어: Heroische Sinfonie)이라는 부제로도 가장 많이 알려진다.
이 작품은 베토벤의 가장 유명한 작품 중 하나로, 베토벤의 혁신적인 중기의 시작을 알리는 걸작으로 평가받는다. 1802년부터 1804년에 걸쳐 쓰인 이것은 교향곡의 형식, 길이, 템포, 감정과 문화의 경계를 허물었다. 이러한 사실들은, 고전주의와 낭만주의 시대 사이의 과도기적 시기에서 획기적 사건으로 널리 간주되고 있고, 더불어 첫 번째 낭만주의적 교향곡으로 간주된다.
작품의 초연은 1828년 3월에 프랑스 파리에서 파리 음악원 관현악단에 의해 베토벤의 교향곡 중 첫 번째로 이루어졌다.

## 역사

### 배경 및 작곡
이 교향곡은 원래 나폴레옹 보나파르트에게 헌정하는 것을 의도로 했다. 베토벤의 무급 비서였던 안톤 쉰들러의 회고록에 의하면, 유럽의 "해방자"를 기리기 위한 이 아이디어는 1798년 빈에 파견된 프랑스 특사 장바티스트 쥘 베르나도트, 또는 베르나도트의 측근으로 방문한 베토벤의 바이올린 소나타 9번의 헌정자였던 루돌프 크로이처가 제안한 것으로 추정된다.
그러나 베토벤의 제자 페르디난트 리스에 따르면, 그 아이디어는 베토벤 자신이 떠올린 것이다. 베토벤은 고대 로마의 가장 위대한 집정관처럼 나폴레옹에 대해 높은 존경심을 품었다. 1804년 초 악보를 완성했을 때 그는 표지에  Buonaparte ("보나파르트")라고 썼고 모두가 볼 수 있도록 원고를 탁자 위에 자랑스럽게 올려놓았다. 보나파르트는 베토벤과 단 한 살 차이로, 동시대인으로선 드물게 베토벤의 감탄을 자아낸 인물이었다. 베토벤은 자신의 운명과 나폴레옹 사이에 평행 관계를 확립하려 했으며, 보나파르트의 모습으로 구현된 프랑스 혁명의 이상에 감탄했다.
베토벤은 빠르면 1789년에 영웅주의 교향곡을 쓸 생각을 했으나, 펜을 들지는 않았다. 1801년 여름 자신의 청각 장애를 인식하고 난 후, 베토벤은 빈에서 벗어나서 더 나은 기후인 하일리겐슈타트로 이사했다. 그곳에서 베토벤은 유명한 하일리겐슈타트 유서를 썼다. 그는 유서에서 심지어 "자살까지도 생각했지만, 예술만이 나를 붙잡았다"고 표현했다.
이 무렵, 그는 내면의 투쟁을 선언하고, 이 교향곡을 만들기 시작했다. 교향곡의 작곡은 공식적으로 1803년 5월에 시작되었고, 1804년 초에 완료했다. 주된 작업 시기는 베토벤이 바덴바이빈과 되블링에서 보내던 1803년 여름(6월/10월) 즈음이다. 

### 나폴레옹에의 헌정 철회
일반적으로 알려진 영웅이라는 제목은 원래 이 교향곡의 이름이 아니었다. 처음에 베토벤은 이를 나폴레옹 보나파르트에게 헌정하려 했고, 1804년 경 빈에서 파리로 이동할 계획도 있었다. 그러나 나폴레옹이 프랑스 황제의 자리에 오르자, 베토벤은 분노를 참지 못했다. 그후에 베토벤이 악보에 했던 일은 여러 형태로 전한다. 어떤 이들은 그가 제목을 너무 세게 지워서 원고 제목 페이지에 구멍이 뚫렸다고 말한다. 또 어떤 사람들은 부러뜨릴 정도의 힘을 가하여 펜으로 제목을 흐리게 했다고 말한다. 어떤 사람들은 작곡가가 책상으로 뛰어올라가 제목 페이지 윗부분을 움켜쥐고 반으로 찢어서 바닥에 던졌다고 말한다.
베토벤의 제자 페르디난트 리스는 1838년 회고록에서 나폴레옹이 자신을 프랑스 황제(1804년 5월 14일)로 선포한 것에 대한 그의 스승의 반응에 대해, 다음과 같이 전하고 있다.
이 교향곡을 쓰면서 베토벤은 보나파르트를 생각했다. 그러나 그건 초대 집정관 시절의 보나파르트였다. 당시 베토벤은 그에 향한 큰 존경을 품었고, 그를 고대 로마의 가장 위대한 집정관들과 비교했다. 나뿐만 아니라 베토벤의 가까운 친구들 중 많은 사람이 그의 테이블에서 이 교향곡을 보았는데, 원고를 아름답게 베껴 적었다. 제목 페이지 맨 위쪽에는 Buonaparte ("보나파르트")라는 단어가 새겨져 있었고, 맨 아래에는 Ludwig van Beethoven ("루트비히 반 베토벤")이라는 단어가 새겨져 있었다. 나는 보나파르트가 스스로 황제를 선포했다는 소식을 그에게 가장 먼저 전했고, 그는 이에 격분하여 소리쳤다. "그렇다면 그는 평범한 인간에 지나지 않는군! 이제 그도 인간의 모든 권리를 짓밟고, 자신의 야망만 탐닉할 것이다. 이제 그는 자신이 모든 사람보다 우월하다고 생각할 것이고 폭군이 될 것이다!" 베토벤은 테이블로 가서 제목 페이지 윗부분을 움켜쥐고 반으로 찢어서 바닥에 던졌다. 그 페이지는 다시 만들어야 했고, 교향곡은 영웅 교향곡이라는 다른 제목을 부여받았다.
그러나 베토벤이 영웅 교향곡의 제목 페이지를 찢었다는 일화는 리스의 회고록 이전에 1836년 3월 18일 런던 매거진 The Musical World ("음악계")의 기사와 베토벤과 개인적 연분이 없었던 에른스트 오르틀레프이 1836년에 쓴 베토벤 소설에서 이미 발견된다. 
프랑스 혁명은 베토벤이 "보나파르트"라고 부르는 교향곡을 작곡하도록 영감을 주었다. 어느 날 그는 자신의 정치적 이상인 프랑스 집정관이 황제 자리에 앉았다는 소식을 들었다. 이는 그를 매우 불안하게 만들었다. 집에 도착하자마자 교향곡의 제목 페이지를 뜯어냈고 Symphonia ("영웅") 또는 Sinfonia Eroica ("영웅 교향곡")이라는 제목이 있는 다른 페이지를 만들었다.
현존하는 사본의 악보엔 손에 의해 삭제되었지만 흔적을 알 수 있는 두 개의 문구가 나타난다. 먼저 이탈리아어로 된 Intitolata Bonaparte ("제목 보나파르트")가 있고, 두 번째로 독일어로 된 Geschriben auf Bonaparte ( "보나파르트를 위해 씀")가 이탈리아어 부제 아래 네 번째 줄에 있다. 이것은 현재 빈의 Gesellschaft der Musikfreunde ("악우회")에 보관되어 있다. 원본의 자필 원고는 존재하지 않는다.

### 초연
1804년 6월 9일 몇 달 동안 공연을 할 수 있는 유일한 권리를 획득한 로브코비츠 공작의 궁전에서 비공개로 초기 리허설과 사적 연주회가 열렸다. 이것은 일부 오케스트라 음악가의 수수료 청구서에 문서화되어 있으며, 영웅에서만 요구하는 세 번째 호른이 관련되어 있음이 명시되어 있다. 공작의 카펠마스터 안톤 브라니츠키가 제출한 1804년 6월 9일의 기록에 따르면 공작은 두 번의 리허설을 위해 22명의 추가 음악가를 고용했음을 보여준다. 첫 공공 연주회는 1805년 4월 7일 안 데르 빈 극장에서 작곡가의 지휘로 이루어졌다. 이 연주회에서는 그의 친구 프란츠 클레멘트가 주요 바이올리니스트였다.

### 출판 및 헌정
1806년 10월 이 작품이 출판되었을 때, 베토벤은 Sinfonia eroica, composta per festeggiare il sovvenire d' un grand'uomo ("위대한 사람의 업적을 기념하기 위해 작곡된 영웅 교향곡")이라는 이탈리어어 부제가 부여되었다. 이 위대한 사람은 이상적이고 존재하지 않는 영웅이었다. 그보다 베토벤이 관심을 가진 것은 영웅주의 정신 그 자체였다. 헌정은 베토벤의 고귀한 후원자였던 로브코비츠 공작에게 이루어졌다.

## 의의
이 작품은 고전주의 음악의 이정표적 작품이다. 요제프 하이든과 볼프강 아마데우스 모차르트의 교향곡에 비해 길이는 2배에 가장 가깝다.
첫 번째 악장은 (주제 제시부의 반복과 함께) 고전주의 교향곡과 거의 비슷하다. 주제적으로는 베토벤의 초기 교향곡보다 더 많은 감정적 근거를 다루고 있으며, 19세기 초 서양 예술 음악을 정의할 고전주의와 낭만주의 사이의 과도기에서 중요한 이정표룰 세우고 있다.
두 번째 악장은 특히 장례식 행진 주제의 비참함에서부터 가장 행복하고 제일 중요한 주요 에피소드의 상대적 위안에 이르기까지 큰 감정적 범위를 보여준다.
"네 번째 악장은 지금으로 치면 테일러 스위프트나 K팝이라고 할 수 있는 당시 대중이 즐기던 ‘콩트르당스’라는 춤을 바탕으로 해 계급 간 장벽을 허문 상징적인 의미"도 크다.
피날레는 비슷한 감정적 범위를 보여주며 당시에는 들어 보지 못한 주제별 중요성이 부여된다. 초기 교향곡에서 피날레는 빠르고 산뜻한 결론이었다. 여기서의 피날레는 긴 변주와 푸가이다.

### 평단의 의견과 표현
- 기악법과 오케스트레이션에 관한 논문 (1844, 1855년)에서 헥터 베를리오즈는 베토벤의 관현악 사용과 이 교향곡의 호른과 오보에의 적용에 대해 논했다.[11]
- 로베르트 슈만은 제1악장은 "청각 장애와 맞서고 있는 베토벤의 희망"을 표현하고; 제2악장은 "느리고 장송 행진곡 같은 그의 용기와 사랑을 전달"하고; 제3악장인 스케르초는 "창조적 에너지의 불굴의 반란"이며; 제4악장은 "넘쳐나는 에너지"라고 말했다.
- 리하르트 슈트라우스는 메타모르포젠 (1945년)에서 영웅 교향곡의 장례 행진과 유사한 주제를 제시하고 있으며, 메타모르포제의 결론에 다다를 때 베이스는 영웅 교향곡으로부터 적절한 장례 행진을 인용하고 있다. 학계에서는 스트라우스의 부제목인 In Memoriam ("…을 기리며")이 루트비히 판 베토벤을 지칭하는 것으로 추측하고 있다.[12]
- 지휘자 겸 작곡가 레너드 번스타인은 영웅 교향곡의 녹음 시 (1953년), 그리고 그의 책 The Infinite Variety of Music ("음악의 무한한 다양성") (1966년)에서 제1악장과 제2악장은 "아마 모든 교향곡에서 가장 위대한 두 악장"이라고 말했다.[13]
- 마르크스주의 비평가 가레스 젠킨스는 베토벤의 Beethoven's Cry of Freedom ("베토벤의 자유의 외침") (2003년)이라는 글을 썼는데, 영웅 교향곡에서 "베토벤은 나폴레옹이 사회를 위해 하는 일을 음악을 위해 하고 있었는데, 이는 전통을 뒤집는 것"이었며 프랑스 혁명 때 처음 등장한 "인간의 잠재력과 자유에 대한 감각'을 구현한 것"이었다고 말했다.[14]
- 영웅 교향곡은 2016년 BBC 뮤직 매거진이 전 세계에서 활동하는 지휘자 151명을 대상으로 실시한 설문조사에서 역대 최고의 교향곡으로 선정되기도 했다.[15]

## 악기 편성
작곡 당시 오케스트라의 일반적인 편성에서는 호른이 2개 또는 4개였지만, 이 곡은 호른이 3개인 편성을 택했다. 제3악장 트리오에서는 이 3개에 의한 연주가 이루어진다.
| 목관 악기 | 목관 악기 | 금관 악기 | 금관 악기    | 타악기 | 타악기 | 현악합주단  | 현악합주단 |
| --------- | --------- | --------- | ------------ | ------ | ------ | ----------- | ---------- |
| 플루트    | 2         | 호른      | 3            | 팀파니 | 한 쌍  | 제1바이올린 | ●          |
| 오보에    | 2         | 트럼펫    | 2            | 기타   |        | 제2바이올린 | ●          |
| 클라리넷  | 2         | 기타      |              | 기타   | 비올라 | ●           |            |
| 바순      | 2         | 기타      | 첼로         | 기타   | ●      |             |            |
| 기타      |           | 기타      | 콘트라베이스 | 기타   | ●      |             |            |

## 악장 구성
연주 소요 시간은, 20세기 중반에는 제1악장의 반복을 포함하여 약 52분 정도의 연주 소요 시간이 많았지만(빌헬름 푸르트벵글러 등), 20세기 후반부터 고대 음악의 융성에 의한 연주 양식의 역사적 고증의 진전에 따라 베토벤의 메트로놈 지정을 존중하는 경향이 강해지고 있어, 반복을 포함하여 42분부터 48분 정도의 연주가 늘고 있다. 제1악장에는 거대한 전개부와 2전개부에 필적하는 코다, 제2악장에는 가곡풍 악장 대신 장송 행진곡, 제3악장에는 미뉴에트 대신 스케르초(단 이는 《교향곡 1번》과 《교향곡 2번》에서도 이미 시도된 바 있다), 그리고 마지막 악장에는 론도풍 피날레 대신 변주곡이 배치된다.

### 제1악장. 알레그로 콘 브리오 (Allegro con brio)
내림마장조, 3/4박자. 소나타 형식.
서주 격으로 두 번 꽝꽝 때려주고 시작하는데, 주제 두 개를 던져주는 것은 고전 시대와 마찬가지지만 그 주제를 주물러대는 전개부는 무려 200 마디를 훨씬 넘을 정도로 확장되어 있다. 길이만 길어진 게 아니라 리듬의 파격, 불협화음, 잦은 조바꿈 등으로 거의 폭력적인 인상까지 주고 있다. 물론 선배들인 하이든이나 모차르트의 경우에도 몇몇 교향곡들의 전개부에서 다양한 조바꿈을 시도하기도 했지만, 대개 원 조성의 4도 혹은 5도권 이내에서 왔다갔다 하는 정도였고 이렇게까지 길고 터프한 전개 방식을 취하지는 않았다. 주제를 다시 내놓는 재현부나 마무리짓는 종결부도 기존의 것과 달리 많이 변화시키고 있다. 애초에 내림마장조는 신성한 것을 찬양하는 데나 쓰였던 장조인데 이를 인간을 위해 가지고 내려왔다는 데서 의미를 부여하는 사람들도 있다. 제1악장의 첫 번째 주제는 바그너의 《탄호이저》 서곡이나 좀 과하게 보면 모차르트의 교향곡 39번 1악장에서도 그 단편을 발견할 수 있을 만큼 널리 퍼져 있다. 여담으로 본 교향곡의 제1악장은 모차르트의 후기 3대 교향곡 중 하나인 《모차르트 교향곡 39번》 1악장의 형태와 매우 비슷하다.

#### 코다의 트럼펫 제1주제에 대해
과거에는 일반 악보에서 코다의 655 마디부터의 주제를 트럼펫이 끝까지(662 마디까지) 불도록 한스 폰 뷜로에 의한 개편을 채택하는 지휘자가 많았지만 20세기 후반부터는 본래의 원본 형태로 연주하는 식도 늘고 있다. 이 코다의 주제에 대해서는 원본에서는 트럼펫이 657 마디 3박 째부터 주제를 벗어나 B♭ 음을 연주한다(E♭ 관이므로 기보는 G 음). 당시의 트럼펫에서는 주제를 통해 연주할 수 없었기 때문이라고 하지만, 실제로는 당시 사용하던 트럼펫의 자연 배음열에서도 658 마디가 높은 B♭ 음까지는 655 마디 시작 시의 형식 그대로 2개의 트럼펫이 1옥타브 차이로 주제를 연주하는 것은 가능하다. 659 마디부터 662 마디에 걸쳐서는 제2트럼펫의 음역에서는 배음열에 포함되지 않는 음이 많아 당시의 트럼펫으로는 연주할 수 없다. 제1트럼펫의 고음역에서는 659 마디 1박 째의 높은 F(기음은 D)는 배음 계열 음이므로 연주할 수 있고, 659 마디 3박 째의 높은 A♭(기음은 F)는 배음 계열 음에서는 A(기음은 F#)가 되어버리지만 입술의 피치 조정으로 주제를 연주하는 것은 불가능하지 않다(이 곡의 제2악장을 비롯해 자주 사용되는 소리이다. 다만 일본의 음악평론가 가네코 겐지는 "음정적으로 #가 되어 버리기 때문에 꺼려했을 가능성이 강하다"라고 하고 있다). 이 때문에 제2악장이 "장송 행진곡"으로 되어 있는 것과 관련하여 오스트리아의 지휘자이자 첼리스트인 아르농쿠르는 트럼펫의 탈락을 "영웅의 추락(죽음)"로 나타낸다고 주장하고 있다. 덧붙여서 베렌라이터 신판에서는 브라이트코프 구전집에서 8분음표의 새김이었던 658 마디의 낮은 B♭ 음이 정서 악보를 기초로 하여 불기 위해 부점 2분음표로 변경되어, 658 마디까지는 1옥타브를 내려 주제를 불게 되므로 트럼펫이 선율 도중에 갑자기 탈락하는 양상은 되지 않는다. 겐지는 657 마디부터 658 마디에 걸친 높은 B♭ 음을 피하고, 그 후 주제가 아닌 낮은 B♭를 불게 한 것은 "영웅의 추락"이 아니라 단지 트럼펫의 고음의 날카로운 음색을 피하기 위해서였던 것이 아닐까 하는 생각을 갖고 있었다. 또한 440 마디부터 443 마디의 주제 연주에 있어서도, 트럼펫은 442 마디에서와 같이 멜로디 라인이 무너져 있다. 베토벤 교향곡 작품에서 이 높은 B♭ 음이 사용되는 것은 《교향곡 6번 "전원"》 4악장의 뇌우 장면, 85 마디와 《교향곡 8번》 4악장의 330 마디부터 333 마디 뿐이다.

### 제2악장. 장송 행진곡: 아다지오 아사이 (Marcia funebre: Adagio assai)
다단조, 2/4박자. 론도 형식.
"장송 행진곡"("Marcia funebre") 이라고 달아놓았는데, 나폴레옹의 죽음을 예견했다고 보는 사람도 있다. 한층 달아오른 기분을 한번에 주저앉히는 효과를 보이는 무겁고 어두운 대목인데, 물론 기본적으로는 그런 조용하고 어두운 정서를 유지하고 있으나 중간에는 다단조와 반대되는 조성인 다장조로 한층 밝아지게 되고, 후반에는 첼로와 콘트라베이스의 강음을 시작으로 한, 결코 다크하다고만은 볼 수 없는 가장 드라마틱한 악구가 등장한다. 느린 악장에 단조 조성을 사용하는 것은 이전에도 꽤 자주 볼 수 있던 시도였지만, 이 정도로 확장되고 비극적인 감정 이입을 시도한 예는 없었기 때문에 이것도 제일 중요하다. 이 장송 행진곡의 반주에서 등장하는 작품의 이후 "영웅 교향곡의 용기와 사랑"이 만나, 《브람스 교향곡 1번》 1악장의 형태와 매우 비슷하다.

### 제3악장. 스케르초: 알레그로 비바체 (Scherzo: Allegro Vivace)
내림마장조, 3/4박자. 복합 3부 형식.
전작인 《교향곡 2번》과 마찬가지로 스케르초인데, 템포가 훨씬 빨라져 4분음표 세 개가 한 박으로 취급되는 스피드를 보여준다. 중간 부분에서 호른 3개가 불리는 사냥 나팔식 악구가 튀어나오는 부분이라던지, 처음 부분이 다시 반복되는 대목에서 박자를 갑자기 확 바꿔 진행하는 부분 등도 꽤 신선한 대목이다.

### 제4악장. 피날레: 알레그로 몰토 (Finale: Allegro Molto)
내림마장조, 2/4박자. 자유로운 변주곡의 형식.
특이하게 주제 하나를 내놓고 여러 방법으로 가공하는 변주곡 형식을 썼는데, 그 주제가 예전 작품들에서 이미 여러 번 사용한 멜로디라서 재활용이 비교적 적었던 베토벤의 창작 방식상 꽤 이례적인 경우로 여겨진다. 그리고 그냥 변주만 죽어라 하는 것도 아니고, 텐션을 주기 위해 푸게타(짧은 푸가)를 도입하거나 소나타 형식의 전개부 원리를 응용하는 등 여러 가지 실험을 보여준다.

## 동일 소재 음악
- 브람스 교향곡 1번 : 요하네스 브람스의 1번째 교향곡.

## 같이 보기
- 교향곡 1번 (브람스)